# André Deruyttere
André Deruyttere (Gullegem, 26 december 1925 - Leuven, 3 december 2004) was een Belgisch burgerlijk ingenieur en hoogleraar aan de Katholieke Universiteit Leuven.

## Levensloop
André Deruyttere volgde Latijn-Griekse humaniora aan het Sint-Amandscollege te Kortrijk. Na het volgen van een voorbereidend jaar studeerde hij in 1949 af als burgerlijk ingenieur metaalkunde aan de Katholieke Universiteit Leuven. Hij werd er vervolgens assistent, alsook aan de Technische Hogeschool Delft in Nederland. In 1951 vertrok hij naar de Universiteit van Sheffield met een beurs van de British Council. In 1955 promoveerde hij er tot doctor in de metallurgie. Een jaar later werd Deruyttere in Leuven benoemd tot lector en in 1960 werd hij gepromoveerd tot gewoon hoogleraar. Hij doceerde fysische metaalkunde en metallurgie. Hij was een specialist in fysische metaalkunde en metallurgie met publicaties op het gebied van fasentransformaties en vervorming en breuk van metalen en legeringen.
Van 1967 tot 1971 was hij decaan van de faculteit Toegepaste Wetenschappen. Na de splitsing van de universiteit was hij van 1968 tot 1977 de eerste voorzitter van het departement Metaalkunde. In 1985 werd hij voorzitter van de groep Exacte Wetenschappen en vicerector van de universiteit. Hij ging op emeritaat in 1990. Vervolgens werd Deruyttere lid van de raad van bestuur en de algemene vergadering van de KU Leuven en was hij van 1990 tot 1995 voorzitter van de raad voor permanente vorming en van de raad voor internationale relaties. Hij speelde een belangrijke rol op beleidsvlak. In 1966 werd hij lid van de commissie Leemans-Aubert die door de Belgische bisschoppen was aangesteld om zich te beraden over de herstructurering en geografische spreiding van de toen nog unitaire universiteit.
Hij werd in 1978 corresponderend lid van de Koninklijke Vlaamse Academie van België voor Wetenschappen en Kunsten, werkend lid in 1984, bestuurder in 1988 en erelid in 2000. Hij was tevens:
- medestichter en actief lid van het Comité van de Academie voor Wetenschappen en Techniek
- erelid van het Nationaal Comité voor Ruimteonderzoek
- lid van de Koninklijke Academie voor Overzeese Wetenschappen
- erelid van de Société française de métallurgie (Parijs)
- fellow van het Institute of Materials (Londen)
- voorzitter van de commissies voor Vaste-Stof-Fysica en Toegepaste Scheikunde en Metallurgie van het Nationaal Fonds voor Wetenschappelijk Onderzoek

## Onderscheidingen
Deruyttere wonn met zijn doctoraat de Bruntonprijs en de Bruntonmedaille van de Universiteit van Sheffield. Hij won in 1958 de metallurgieprijs ATB.
Hij was Grootofficier in de Kroonorde en Commandeur in de Orde van Verdienste.
Er werd een prijs naar Deruyttere genoemd, de André Deruyttereprijs, die jaarlijks werd toegekend aan een beloftevolle onderzoeker op het gebied van de metaalkunde.